# 金巴台古城
金巴台古城，位于中国青海省门源县北山乡金巴台村，为第四批青海省文物保护单位，公布日期为1986年5月27日，类型为古遗址。
金巴台古城的历史年代为唐。